# Mohammedia

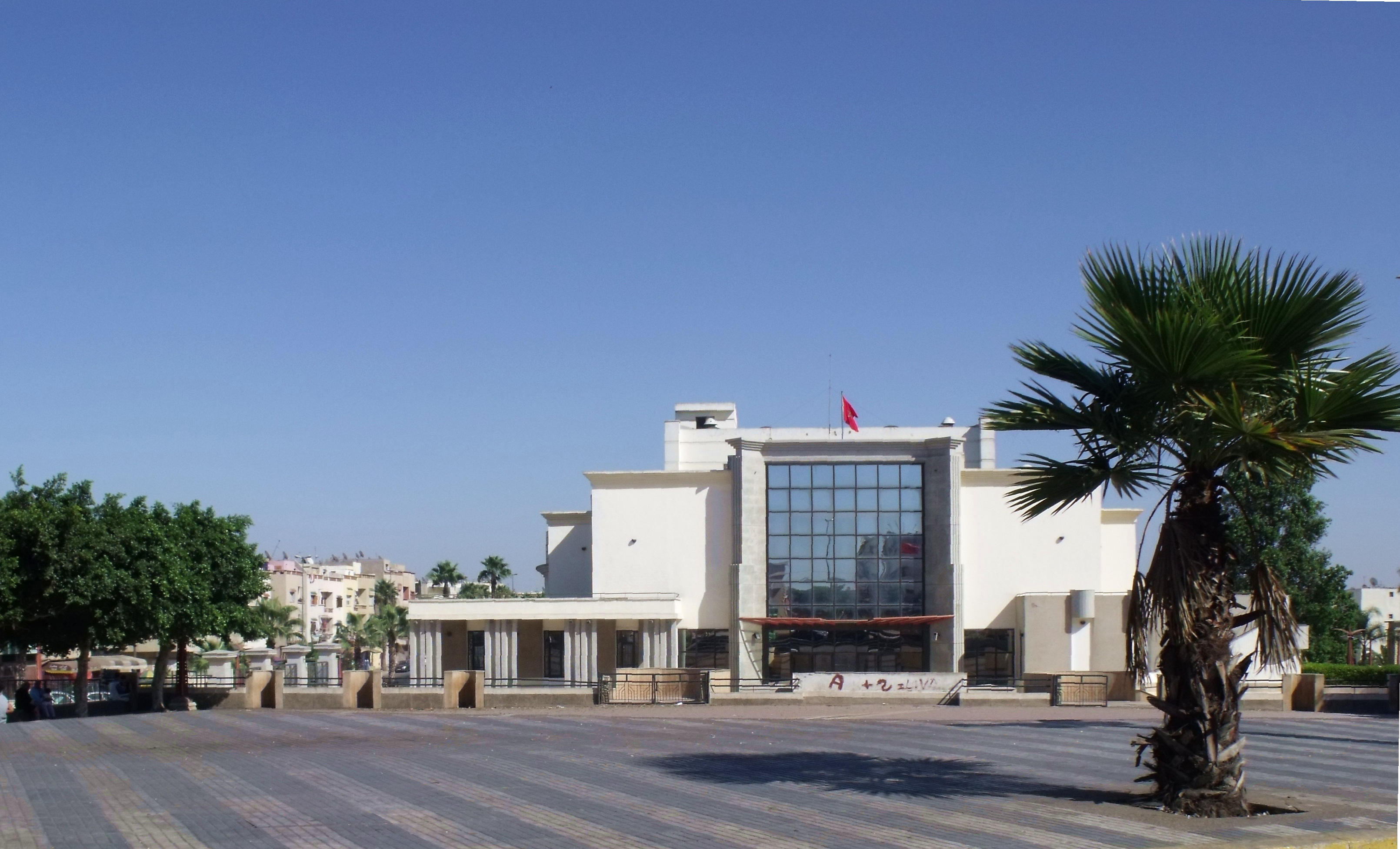
Teatro municipal de Mohammedia

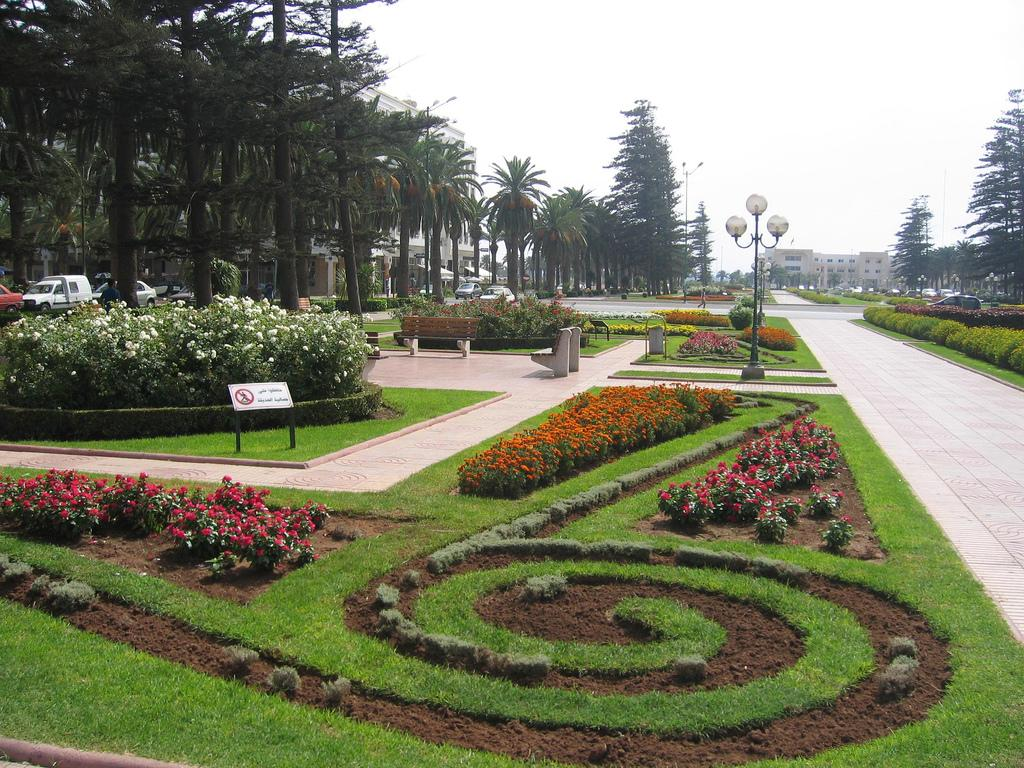
Parque das cidades geminadas

Mohammedia (em árabe: المحمدية; romaniz.: Al-Mohammadiya), antigamente chamada Fedala, é uma cidade costeira do oeste de Marrocos, capital da província homónima, que faz parte da região de Grand Casablanca.  /> e estimava-se que em 2014 tivesse 765 890 habitantes.
Situa-se à beira do Oceano Atlântico, 25 km a nordeste do centro de Casablanca e 60 km a sudoneste de Rabat, entre as fozes dos rios El-Maleh e Nfifikh. É uma cidade portuária, onde se encontra o principal porto petrolífero de Marrocos e a maior central termoelétrica do país, que alimenta grande parte da região de Casablanca. Apesar do seu carácter industrial, é também uma estância balnear, com um centro cuidadosamente urbanizado e ajardinado.

## História
Não se conhece com exatidão a história da antiga Fedala, nem qual a origem desse nome. O geógrafo do Alandalus Albacri (século XI) menciona Fedala como uma cidade de comércio durante o período almorávida. Os pescadores e mercadores espanhóis, genoveses e venezianos comerciaram com a cidade desde os séculos XIV e XV. No século XVII, o porto serviu de refúgio temporário aos corsários de Salé perseguidos pelas fragatas do rei de França.
A cidade, que tinha apenas algumas centenas de habitantes, conheceu o seu apogeu quando o sultão Maomé ibne Abedalá ali construiu um casbá (fortaleza) em 1773. As muralhas protegiam os celeiros onde se armazenavam os cereais da região de Tamesma. O mesmo sultão edificou a mesquita branca de Al-Atik.
Fedala tornou-se uma cidade importante em 1912, quando o empresário industrial Georges Hersent se apercebeu que a baía natural era adequada para a construção de um grande porto com baixos cutos e ali fundou a companhia franco-marroquina que teve um papel primordial no desenvolvimento da cidade. Antes dele, uma família alemã de apelido Mannesmann tinha adquirido grandes extensões de terra em Fedala, mas o tratado franco-alemão de 4 de novembro de 1911 sobre a partilha de África (Tratado Marrocos-Congo) forçou os alemães a abandonar a área.
Em julho de 1914 foi constituída a companhia do porto de Fedala pelos irmãos Georges and Jacques Hersent. A estância balnear surgiu em 1925 e em 1938 foi construída a esplanada. A seguir à Segunda Guerra Mundial, o departamento "xerifiano" (governo do sultão) encarregou-se do desaparecimento dos bairros de lata através da criação dos loteamentos urbanos de Fedala El Alia.
A construção do porto petrolífero em 1971 fez de Fedala o primeiro e mais moderno porto petrolífero da Norte de África. A cidade foi rebatizada Mohammedia a 25 de junho de 1960 pelo rei Mohammed V, o retaurador da independência de Marrocos, por ocasião do lançamento da primeira pedra da refinaria da empresa petrolífera marroquina Samir. O nome nome pretendia simbolizar o carácter moderno da cidade.
Atualmente Mohammedia é praticamente um subúrbio de Casablanca e uma grande estância balnear (Al Mansouria), que conta com um casino (atualmente encerrado), uma marina, um hipódromo e campos de golfe.

## Infraestruturas

### Educação
Mohammedia tem uma população estudantil considerável, devido ao facto da população jovem ser muito numerosa e à existência de muitas escolas. Há cerca de 25 000 estudantes na cidade, muitos vindos de todas as partes de Marrocos e também do estrangeiro, nomeadamente da África subsaariana
No setor público, há 15 escolas primárias e 13 escolas secundárias (colégios e liceus), e os números para o setor privado são ligeiramente superiores. A cidade alberga igualmente três faculdades e dois institutos superiores da Universidade Hassan II Mohammedia Casablanca

### Desporto
Mohammedia tem três clubes de futebol importantes. O Chabab Mohammédia venceu vários campeonatos nacionais e internacionais nos anos 1970 e 1980, mas atualmente está terceira divisão marroquina. O El Majd é outro clube da terceira divisão. O Union Mohammedia disputa a segunda divisão.
Entre as infraestruturas desportivas de Mohammedia destacam-se:
- Dois estádios de futebol

- Campo de golfe de 18 buracos (Royal Golf Anfa-Mohammedia)

- Clube de ténis (Royal Tennis Club de Mohammedia); anexo ao campo de golfe

- marina e yacht club

- Circuito de karting

- Clube de equitação e hipódromo (Royal Club d'équitation Lalla Soukaina)

- Clube de tiro

O surfe e o bodyboard são desportos populares e na praia das Sablettes existe uma escola de surfe e ali são organizadas competições regularmente.

## Clima
Mohammedia tem um clima de tipo mediterrânico, caracterizado por invernos amenos e húmidos e verões quentes e secos. A proximidade do Oceano Atlântico tende a refrescar a região no verão e a aquecê-la no inverno. O sol brilha ao longo de todo o ano, apesar dos níveis de precipitação serem consideráveis.
O período de maio a outubro é relativamente quente e caracterizado por uma atmosfera seca, com temperaturas máximas médias entre 23 e 29°C e mínimas entre 14 e 19°C, mas é frequente que a temperatura ultrapasse os 32°C, chegando por vezes aos 35°C.
O período de novembro a abril é temperado e húmido, com chuvas frequentes. As temperaturas máximas médias entre 20 e 23°C e mínimas entre 9 e 12°C, embora a temperatura chegue a baixar aos 2°C em algumas manhãs e a subir aos 27°C durante vários dias certos dias no inverno. A maior parte da precipitação registada em Mohammedia (400 mm em média) ocorre neste período. A chuva cai geralmente na forma de aguaceiros passageiros, mas por vezes ocorrem chuvas torrenciais abundantes e tempestades. Não há registo da queda de neve na cidade.
| Dados climatológicos para Mohammedia | Dados climatológicos para Mohammedia | Dados climatológicos para Mohammedia | Dados climatológicos para Mohammedia | Dados climatológicos para Mohammedia | Dados climatológicos para Mohammedia | Dados climatológicos para Mohammedia | Dados climatológicos para Mohammedia | Dados climatológicos para Mohammedia | Dados climatológicos para Mohammedia | Dados climatológicos para Mohammedia | Dados climatológicos para Mohammedia | Dados climatológicos para Mohammedia | Dados climatológicos para Mohammedia |
| Mês                                  | Jan                                  | Fev                                  | Mar                                  | Abr                                  | Mai                                  | Jun                                  | Jul                                  | Ago                                  | Set                                  | Out                                  | Nov                                  | Dez                                  | Ano                                  |
| ------------------------------------ | ------------------------------------ | ------------------------------------ | ------------------------------------ | ------------------------------------ | ------------------------------------ | ------------------------------------ | ------------------------------------ | ------------------------------------ | ------------------------------------ | ------------------------------------ | ------------------------------------ | ------------------------------------ | ------------------------------------ |
| Temperatura máxima recorde (°C)      | 32                                   | 27                                   | 30                                   | 32                                   | 32                                   | 32                                   | 39                                   | 37                                   | 40                                   | 36                                   | 35                                   | 28                                   | 40                                   |
| Temperatura máxima média (°C)        | 16                                   | 17                                   | 17                                   | 18                                   | 20                                   | 22                                   | 25                                   | 25                                   | 25                                   | 22                                   | 20                                   | 17                                   | 20                                   |
| Temperatura mínima média (°C)        | 8                                    | 10                                   | 10                                   | 11                                   | 14                                   | 17                                   | 20                                   | 20                                   | 18                                   | 15                                   | 12                                   | 10                                   | 14                                   |
| Temperatura mínima recorde (°C)      | 0                                    | 0                                    | 0                                    | 0                                    | 7                                    | 10                                   | 12                                   | 12                                   | 6                                    | 7                                    | 2                                    | 1                                    | 0                                    |
| Precipitação (mm)                    | 56                                   | 53                                   | 51                                   | 38                                   | 20                                   | 5                                    | 0                                    | 0                                    | 5                                    | 33                                   | 66                                   | 74                                   | 409                                  |
| Fonte: WeatherReports.com            |                                      |                                      |                                      |                                      |                                      |                                      |                                      |                                      |                                      |                                      |                                      |                                      |                                      |